# Hidrolina
Hidrolina é um município brasileiro do estado de Goiás. Situado na região do Vale do São Patrício, sua população segundo o Censo 2022 do IBGE era de 3.545 habitantes.

## História
Hidrolina começou em 1950 com a doação de terras para a Igreja Católica por dois fazendeiros locais, sendo eles Graciano Gonçalves Guimarães (Barroso) e Antônio Pereira Silva. A capela foi construída em homenagem a Santo Antônio Maria Claret e logo casas foram edificadas ao redor. O primeiro nome foi "Lobeira" devido à existência dessa árvore na região, por isso também é conhecida pela alcunha (apelido) "Lobeira". Em 1958 foi elevado a distrito e mudou o nome para Hidrolina, por causa da presença de muitos córregos. No mesmo ano, tornou-se um município. Está localizada na mesorregião conhecida como Centro Goiano, tendo sido elevada à condição de cidade em 14 de novembro de 1958. Neste mesmo ano foi nomeado como primeiro prefeito o senhor José Balduino Cardoso, o mesmo trouxe energia elétrica para a cidade, construindo uma barragem de nome Val, daí iniciou-se o progresso no município. Foram construídas pontes e aberto estradas na mesma época, também foi construído o prédio da prefeitura, onde hoje funciona a Secretária de ação social. Após isso assumiu o senhor Luiz Oliveira Nóbrega, que construiu o colégio estadual Alfredo Nasser trazendo educação e muitas benfeitorias ao municipio. [carece de fontes?]

## Economia
A Economia Hidrolinense é representada basicamente pela pecuária, no meio rural, e pelo pólo têxtil de confecções da cidade.

## Geografia
Localiza-se à latitude 14° 43' 26" sul e à longitude 49° 27' 54" oeste e à altitude de 600 metros. Sua Área é de 580 km² representando 0.1707% do Estado, 0.0363% da Região e 0.0068% de todo o território brasileiro.
Seu Índice de Desenvolvimento Humano (IDH) é de 0.677.